# Gladys Verhulst
Gladys Verhulst (Le Grand-Quevilly, 2 januari 1997) is een Franse wielrenster. In 2020 en 2021 reed ze voor het Franse Team Arkéa en in 2022 bij de Britse wielerploeg Drops-Le Col. Vanaf 2023 komt ze uit voor FDJ-Suez-Futuroscope. Verhulst werd in 2018, 2020 en 2022 tweede tijdens het Frans kampioenschap op de weg.

## Palmares
2018

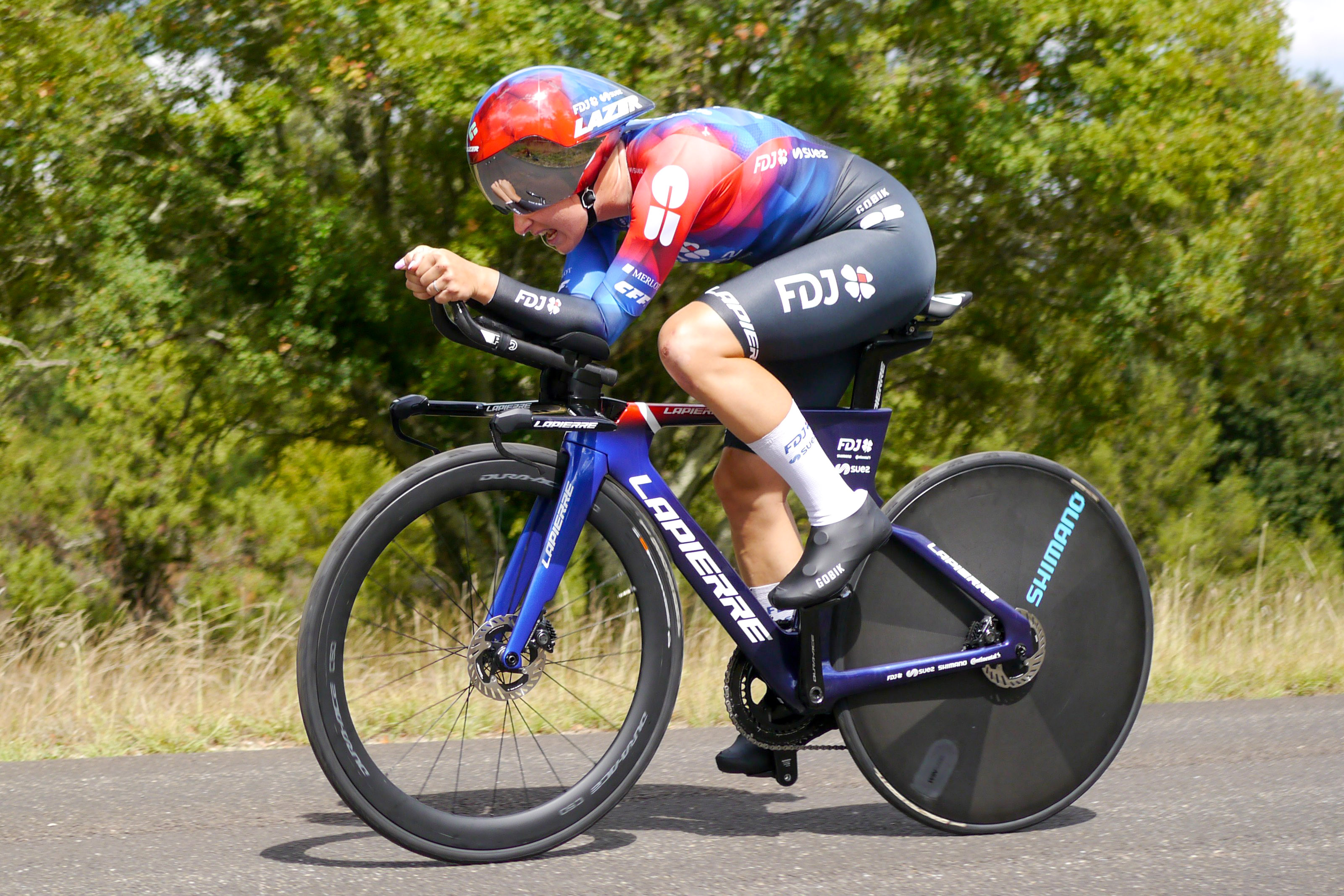
Gladys Verhulst tijdens de tijdrit van de Ronde van de Ardèche 2024.

 Frans kampioenschap op de weg
2019
La Picto-Charentaise
2020
 Frans kampioenschap op de weg
2021
 Frans kampioenschap op de weg
Grand Prix de Chambéry
2022
 Frans kampioenschap op de weg
Veenendaal-Veenendaal Classic
2023
1e etappe Ronde van Normandië
Puntenklassement Ronde van Normandië
La Picto-Charentaise

### Resultaten in de voornaamste wedstrijden
| Jaar | Ronde van Italië | Ronde van Frankrijk | Ronde van Spanje |
| ---- | ---------------- | ------------------- | ---------------- |
| 2019 |                  |                     |                  |
| 2020 |                  |                     |                  |
| 2021 |                  |                     |                  |
| 2022 |                  |                     |                  |
| 2023 |                  |                     |                  |
| 2024 |                  |                     |                  |
| 2025 |                  | opgave              |                  |

| Jaar | Milaan-San Remo | Gent-Wevelgem | Ronde van Vlaanderen | Parijs-Roubaix | Amstel Gold Race | Luik-Bast.‑Luik | Le Samyn | Waalse Pijl | Classic Lorient Agglomération |  | WK op de weg |
| ---- | --------------- | ------------- | -------------------- | -------------- | ---------------- | --------------- | -------- | ----------- | ----------------------------- |  | ------------ |
| 2019 |                 |               |                      |                |                  |                 |          |             |                               |  |              |
| 2020 |                 |               |                      |                |                  | opgave          | 59e      | 65e         |                               |  |              |
| 2021 |                 |               |                      | 55e            |                  |                 | 4e       |             | ↑                             |  |              |
| 2022 |                 | opgave        | opgave               | 59e            | 75e              |                 |          |             | 5e                            |  | opgave       |
| 2023 |                 |               | opgave               |                | opgave           |                 | 31e      |             | 85e                           |  |              |
| 2024 |                 | 28e           | opgave               | 12e            | opgave           |                 | 41e      |             | 66e                           |  |              |
| 2025 | 75e             | 9e            | 71e                  | opgave         | opgave           |                 |          |             |                               |  |              |

## Ploegen
- 2019 -  Charente-Maritime Women Cycling
- 2020 -  Team Arkéa
- 2021 -  Team Arkéa
- 2022 -  Le Col-Wahoo
- 2023 -  FDJ-SUEZ-Futuroscope
- 2024 -  FDJ-Suez
- 2025 -  AG Insurance-Soudal

Van Agt (vanaf 1/5) · Christian · Van der Duin · Van 't Geloof · Holden · King · Martins · Merino · Moberg · Perkins · Tacey · Towers · Vandenbulcke · Verhulst
Adegeest · Borgli · Brown · Cavalli · Copponi · Duval · Fahlin · Grossetête · Guazzini · Guilman · Le Net · Muzic · Uttrup Ludwig · Verhulst · Wiel
Adegeest · Brown   · Buysman · Cavalli · Curinier · Demay · Duval · Guazzini · Kraak · Le Net · Molengraaf · Muzic · Uttrup Ludwig · Verhulst · Vigilia · Wiel
Bastiaenssen · Benito · Bentveld · Borgström · Bossuyt (vanaf 14/6) · Castrique · De Schepper · Ghekiere · Gigante · Goossens · Le Court · Louw · Manly · Masetti · Moolman-Pasio · Pluimers · Steigenga · Van de Velde · Verhulst-Wild · Žigart